# Mazan
Mazan (occitanska: Masan) är en kommun i departementet Vaucluse i regionen Provence-Alpes-Côte d'Azur i sydöstra Frankrike. Kommunen ligger i kantonen Carpentras-Sud som tillhör arrondissementet Carpentras. År 2022 hade Mazan 6 272 invånare.

## Befolkningsutveckling
Antalet invånare i kommunen Mazan
| Referens: INSEE |